# San Rocco (Dovera)
San Rocco (San Róch in dialetto cremasco) è una frazione del comune lombardo di Dovera.

## Storia
Sorta a lato dell'antica Via Regina a poca distanza dal fiume Tormo, la località di San Rocco compare tuttavia solo nel medioevo con la denominazione di villa Sancti Cassiani.
Pare che nel XII secolo esistesse un oratorio, dedicato appunto a san Cassiano e una scuola retta da Disciplini.
Nel 1524 fu eretto il Santuario di san Rocco e per tali motivi il borgo fu successivamente noto con il nuovo appellativo. La vecchia chiesa fu demolita probabilmente nel corso del XVII secolo e san Cassiano divenne contitolare del santuario.
Il territorio di san Rocco è incluso oggi nell'iniziativa Il territorio come ecomuseo: educazione ambientale promossa dall'amministrazione provinciale di Cremona per la conservazione, valorizzazione e promozione del proprio territorio.

## Monumenti e luoghi d'interesse
- Santuario di san Rocco, costruito nel XVI secolo

## Galleria d'immagini

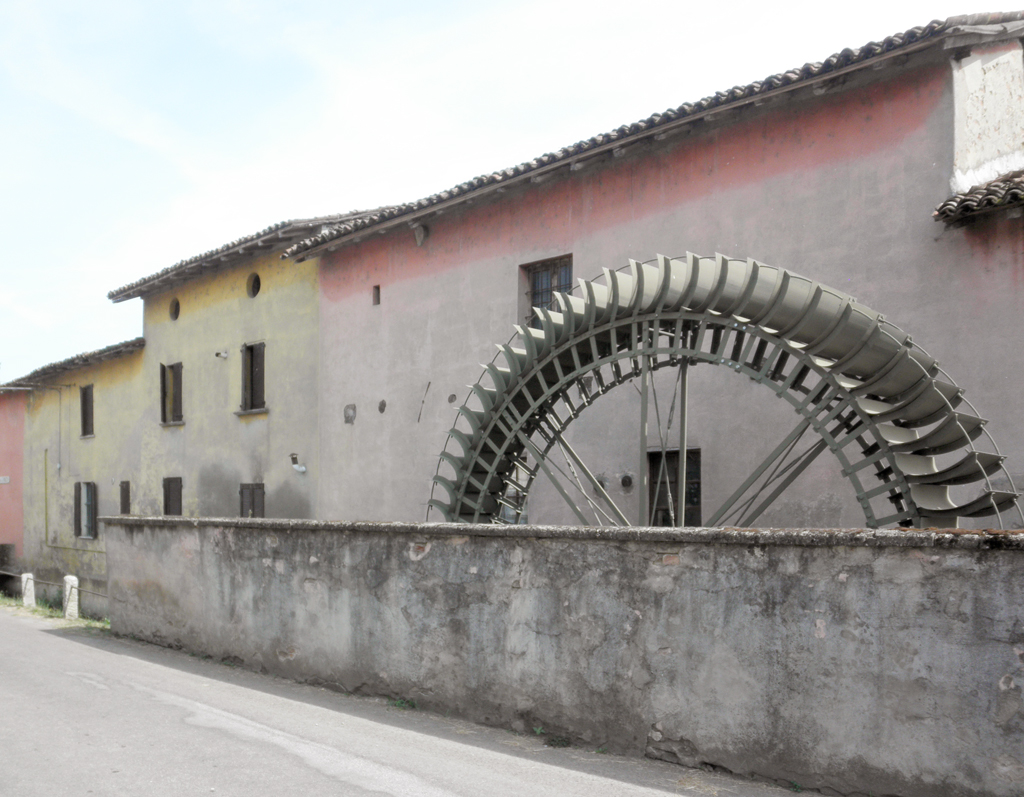
Il mulino
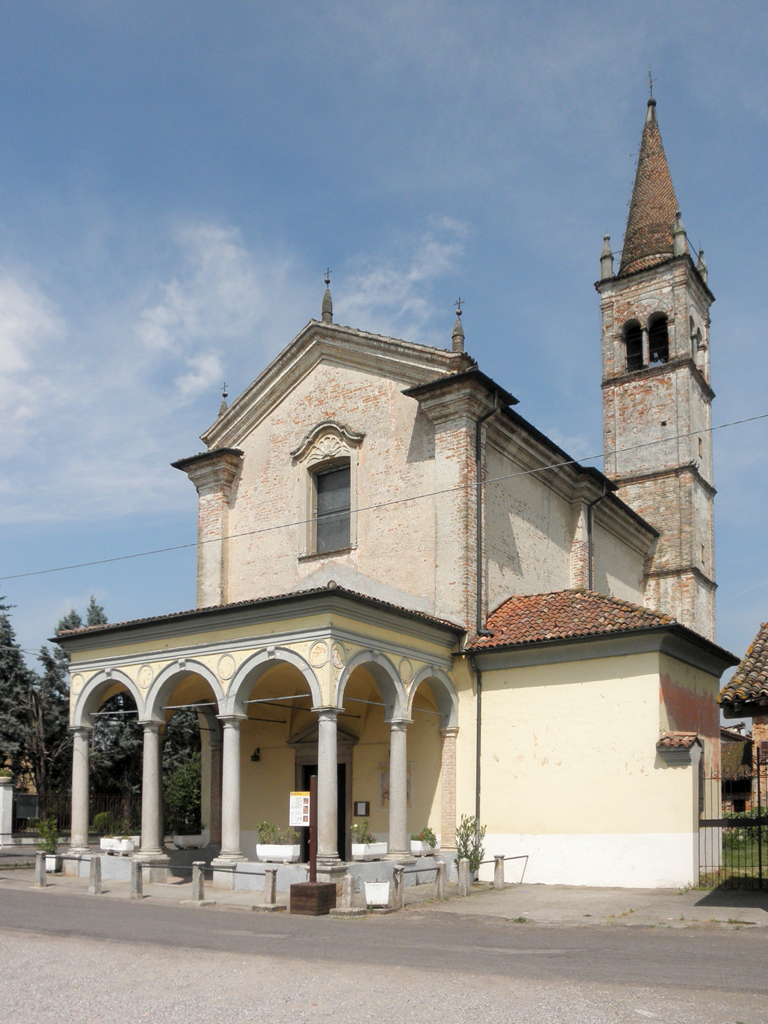
Il santuario
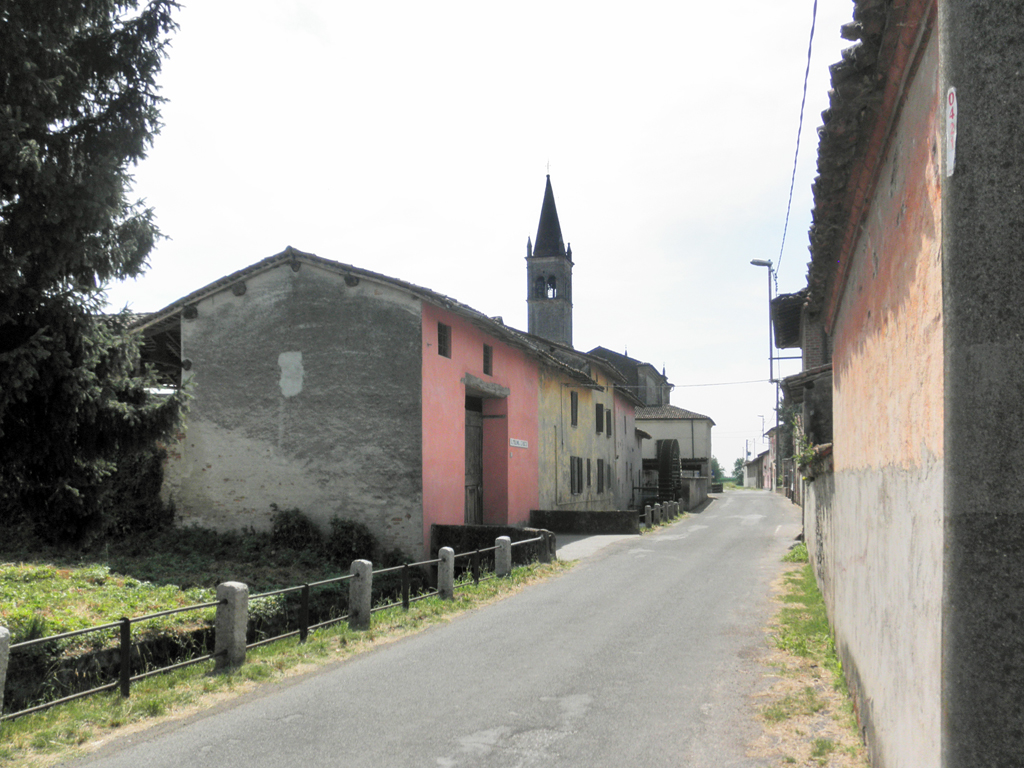
La strada principale